# Calón
Se llama calón a una pieza de madera o palo redondo como de cinco centímetros o más de grueso y de 0,5 a 0,80 metros de largo, en cuyos dos extremos tiene sus correspondientes cajas o rebajos a manera de un balancín de coche en donde se atan los remates o cabos de las relingas o cuerdas del corcho y del plomo que arman las redes por sus dos bandas laterales, de modo que las mantienen extendidas desde lo que permite la longitud de los calones progresivamente según anchura hasta el copo conforme las leyes de la flotación o suspensión que en las aguas forman precisamente los corchos contrastada bajo un cierto orden o temple por la gravedad o peso de los plomos.
Después de semejante atadura con que se afianzan los extremos de las redes que igualmente se proporciona a sus bandas la posición vertical que es la que conviene indispensablemente según la forma con que están construidas para encerrar la pesca dentro del copo cuya bolsa en el hecho de tirar la gente procede horizontalmente, se amarran a cada calón dos pedazos iguales de cuerda doble formando por medio de un nudo en su extremo, gaza o presilla larga de manera que en ella se afiancen como se ejecuta las calas cuerdas de esparto o cáñamo, por las que estando la red calada a competente distancia de la playa, sirven para que tirando de ellas los pescadores venga el copo a la orilla con los peces que llegó a cogerse.